# Groblje Boninovo
Groblje Boninovo glavno je groblje grada Dubrovnika. Nalazi se na gradskom predjelu Boninovo, oko 1 km sjeverozapadno od gradskog predjela Pile i zapadnog ulaza u staru gradsku jezgru.

## Povijest
Današnje groblje na dubrovačkom predjelu Boninovu, po kojem nosi ime, nekad je bilo prostor s ljetnikovcem koji je bio u vlasništvu obitelji Altesti. Ljetnikovac se nalazio na mjestu današnje kapelice, a posjed obitelji Altesti je bio pun šetnica kroz terasasti vrt.
Ljetnikovac je tijekom 18. stoljeća bio namijenjen organizaciji prostitucije, no vlasniku ljetnikovca je zbog jedne od mladih prostitutki dovedene iz Francuske proradila savjest, pa je ljetnikovac darovao za javno korištenje. Naredbom Francuza na tom mjestu je tijekom 19. stoljeća uređeno javno gradsko groblje.

## Znamenitosti
Na samom ulazu u središnji dio groblja Boninovo dominira grobnica obitelji Glavić, s vjerno izrađenim kipom nesretno preminule kćeri Marije Glavić s pogledom na anđela. Kip je rad Talijana Canessa iz Genove jednog od tadašnjih najprestižnijih kipara.
Na groblju se nalazi nekoliko kipova poznatog hrvatskog kipara Ivana Rendića. 

## Boninovo danas
Današnje groblje Boninovo je podijeljeno na nekoliko odjeljaka. Najveći od njih, ili središnje groblje, je prostor za ukop vjernika rimokatoličke vjeroispovjesti, a na ostalim odjeljcima se nalaze prostori za ukop vjernika drugih vjeroispovjesti poput židovskog, muslimanskog ili pravoslavnog groblja.
Današnje groblje na Boninovu je nedostatno za potrebe grada veličine Dubrovnika pa je u planu gradnja novog groblja na gradskom predjelu Dubac u Župi dubrovačkoj.

## Groblje branitelja Dubrovnika
Na središnjem dijelu groblja Boninovo, podijeljenom na dva dijela, nalazi se groblje dubrovačkih branitelja, a između odjeljaka se nalazi središnji križ u spomen svim palim braniteljima grada tijekom Domovinskog rata.